# Arnold Jeannesson
Arnold Jeannesson, né le 16 janvier 1986 à Paris dans le 13e arrondissement, est un coureur cycliste français, professionnel de 2008 à 2017. Il pratique le cyclisme sur route, le cyclo-cross et le VTT.

## Carrière

### Débuts et passage professionnel
Arnold Jeannesson commence le cyclisme à 14 ans par le VTT au club du VTT Riez Océan. Il découvre ensuite le cyclo-cross puis la route lors de son passage au Vélo-Club Challandais. Il intègre ensuite l'équipe réserve d'Auber 93, le CM Aubervilliers 93, en 2006. L'année suivante, Jeannesson devient stagiaire de l'équipe professionnelle Auber 93. Il remporte une étape du Tour de la Manche et se classe deuxième au général de la compétition.
Jeannesson fait ses débuts professionnels en 2008 au sein d'Auber 93. Il remporte une étape du Tour de la Manche, se classe et obtient plusieurs places d'honneurs sur des manches de la Coupe de France. Sixième du Tour du Finistère en avril, il est huitième du Grand Prix de Plumelec le 31 mai puis sixième des Boucles de l'Aulne le lendemain. Avec l'équipe de France des moins de 23 ans, il termine troisième du Tour de l'Avenir au mois de septembre, après avoir remporté l'avant dernière étape à Guzet-neige. Il remporte également le classement du meilleur grimpeur de la course. C'est pendant cette compétition qu'il a des contacts avec Yvon Ledanois et Francis Lafargue, tous les deux dirigeants l'équipe ProTour Caisse d'Épargne.

### Caisse d'Épargne (2009-2010)
Il rejoint effectivement la Caisse d'Épargne en 2009 où il reste deux saisons. Pour ses débuts dans la formation ibérique, il est dixième du championnat de France de cyclo-cross. Quelques mois plus tard, il dispute son premier grand tour en Italie. Équipier de David Arroyo, Jeannesson exprime ses aptitudes de grimpeur notamment lors de l'étape du Vésuve et termine son premier tour à la 57e place à près de deux heures du vainqueur Denis Menchov,. L'année suivante, il effectue à nouveau le Giro en tant qu'équipier de David Arroyo. Jeannesson abandonne au cours de la 19e étape, étape qui est celle où Arroyo perd le maillot rose qu'il portait depuis plusieurs jours.

### FDJ (2011-2015)

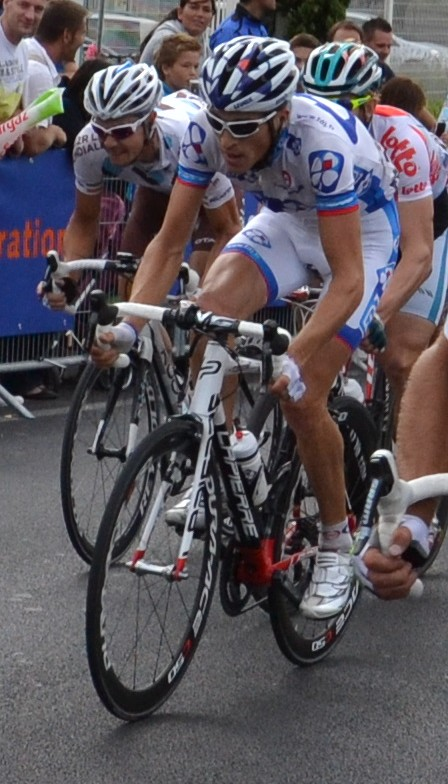
Arnold Jeannesson lors de l'arrivée de la du Tour de France 2011 à Montpellier.

Son transfert vers la formation FDJ est annoncé en milieu d'année 2010. Pour ses débuts dans l'équipe, il est troisième du championnat de France de cyclo-cross derrière son coéquipier Francis Mourey et John Gadret. Il obtient également la troisième place lors du Tro Bro Leon. En juillet, il participe pour la première fois au Tour de France. À l'issue de la 12e étape arrivant à Luz-Ardiden, il obtient le maillot blanc de meilleur jeune.
Jeannesson aborde 2012 avec comme objectifs au mois d'avril le Tour du Pays basque et les classiques ardennaises, puis en juillet le Tour de France. Il commence la saison en obtenant la cinquième place du Tour d'Oman à 30 secondes du vainqueur, Peter Velits. Lors de Paris-Nice, Jeannesson fait partie des 21 coureurs qui s'échappent lors de la deuxième étape et qui prennent 2 minutes 30 secondes au reste du peloton. À la lutte alors pour une place dans les 10 premiers du classement final, Jeannesson devient huitième du classement général à l'issue de la cinquième étape qui se termine en haut de la côte de la Croix Neuve à Mende. Malgré une chute lors de l'avant-dernière étape, il atteint finalement la sixième place au classement final à l'issue du contre-la-montre du col d'Èze. Lors du Tour de Catalogne, alors cinquième du classement général, il chute dans la troisième étape marquée par des chutes de neige et se blesse au genou. Il est non-partant le lendemain. Atteint d'un hygroma à son genou, Jeannesson ne reprend la compétition qu'à la fin du mois de mai à l'occasion du Grand Prix de Plumelec-Morbihan. Disputant le Tour d'Espagne, Jeannesson s'y classe 64e.
En 2013, il vise Paris-Nice, le Tour de Catalogne et surtout le Giro. En cyclo-cross, Jeannesson, deuxième du championnat de France de cyclo-cross derrière son coéquipier Francis Mourey, le devance deux semaines plus tard lors du cyclo-cross de Lanarvily.
En 2015, une chute lors du Grand Prix de la Somme, où il se casse une dent, l'amène à renoncer au Tour d'Italie. Lors du Critérium du Dauphiné, il abandonne au cours de la sixième étape. Il révèle alors que sa chute l'a affecté sur le plan mental, l'ayant amené à avoir peur au sein du peloton. Il déclare alors forfait pour le Tour de France où il était attendu comme équipier de Thibaut Pinot lors des ascensions, et émet des doutes sur la suite de sa carrière professionnelle.

### Cofidis (2016) puis Fortuneo (2017)
Jeannesson, sur Paris-Nice en mars 2016, se classe onzième de la sixième étape en montagne et sixième de la septième et dernière étape incluant le col d'Èze : il termine finalement onzième de l'épreuve à 1 minute 9 secondes du vainqueur Geraint Thomas en étant d'ailleurs le troisième Français au classement général après Tony Gallopin et Romain Bardet.
Fin mars 2016, il termine 4e du Critérium international, après avoir accédé à la troisième place de la troisième et dernière étape, à 12 secondes du vainqueur, Thibaut Pinot. En avril, il se classe dix-huitième de Liège-Bastogne-Liège, dans le même temps que le septième à 12 secondes du vainqueur.
Au mois d'août 2016, il signe un contrat d'un an avec l'équipe continentale professionnelle Fortuneo-Vital Concept.
Il débute donc l'année 2017 sous ses nouvelles couleurs lors du GP La Marseillaise (27e) avant de prendre une 12e place au général de l'Etoile de Bessèges, duquel son coéquipier Romain Hardy prend la 10e position. Il enchaîne par le Tour du Haut-Var, 9e du général, une nouvelle fois devancé par Hardy, 3e. Douzième de la Classic Sud Ardèche puis vingtième le lendemain sur la Drôme Classic, il est retenu pour participer à Paris-Nice qu'il termine à la 34e place en se classant neuvième de la huitième et dernière étape disputée dans l'arrière pays niçois fort vallonné.
Au sortir de la course au soleil, il passe près de la victoire sur la deuxième étape de la Semaine internationale Coppi et Bartali, seulement devancé par Toms Skujiņš avant de connaître une baisse de régime. Avant les championnats de France, il confie ne pas avoir la forme ni de bonnes sensations et ne termine pas l'épreuve, comme ce fut le cas dix jours plus tôt sur la Route du Sud.
Il met un terme à sa carrière professionnelle à l'issue de la saison 2017, pour se consacrer au Cyclo-cross et au VTT Cross-country.
Il réintègre en tant qu'amateur le Vélo-Club Challandais. Il parvient en janvier 2018 à prendre la troisième place du championnat de France de cyclo-cross.

## Style et position dans le peloton
Arnold Jeannesson se dit à l'aise dans les bosses. Ses qualités font de lui avant tout un grimpeur mais il se classe comme un coureur complet, ayant l'ambition d'atteindre un jour le podium d'un grand tour. Pour cela, il se déclare prêt à effectuer une préparation spécifique au contre-la-montre. Ses modèles sont Miguel Martinez et Julien Absalon en ce qui concerne le VTT. Sur la route, il déclare que c'est « un rêve » d'être l'équipier d'Alejandro Valverde ou d'Óscar Pereiro lorsqu'il évolue dans l'équipe Caisse d'Épargne.

## Palmarès sur route et classements mondiaux

### Palmarès
| - 2007 - 4e étape du Tour de la Manche - Grand Prix de Saint-Saulge - 2e du Tour de la Manche - 2e du Tour d'Eure-et-Loir - 3e du Prix de Chauconin-Neufmontiers - 2008 - 3eb étape du Tour de la Manche - 8e étape du Tour de l'Avenir - 3e du Tour de l'Avenir | - 2011 - 3e du Tro Bro Leon - 2012 - 6e de Paris-Nice - 2013 - 10e de la Classique de Saint-Sébastien |  |

### Résultats sur les grands tours

#### Tour de France
4 participations
- 2011 : 14e[n 3],[25]
- 2013 : 29e
- 2014 : 30e
- 2016 : 87e

#### Tour d'Italie
3 participations
- 2009 : 57e
- 2010 : abandon (19e étape)
- 2013 : abandon (9e étape)

#### Tour d'Espagne
1 participation
- 2012 : 64e

### Classements mondiaux
| Année                  | 2008 | 2009 | 2010 | 2011 | 2012 | 2013 | 2014 | 2015 |
| ---------------------- | ---- | ---- | ---- | ---- | ---- | ---- | ---- | ---- |
| Calendrier mondial UCI |      | nc   | nc   |      |      |      |      |      |
| UCI World Tour         |      |      |      |      | 93e  | 153e | nc   | nc   |
| UCI Europe Tour        | 255e |      |      | 377e |      |      |      |      |

## Palmarès en cyclo-cross
| - 2001-2002 - Champion d'Île-de-France de cyclo-cross cadets - 2002-2003 - Champion d'Île-de-France de cyclo-cross juniors - 2003-2004 - Champion d'Île-de-France de cyclo-cross juniors - 2006-2007 - Champion d'Île-de-France de cyclo-cross espoirs - 3e du championnat de France de cyclo-cross espoirs - 2007-2008 - Champion d'Île-de-France de cyclo-cross espoirs - 2010-2011 - 3e du championnat de France de cyclo-cross | - 2011-2012 - Cyclo-cross International du Mingant, Lanarvily - 2012-2013 - Cyclo-cross International du Mingant, Lanarvily - 2e du championnat de France de cyclo-cross - 2013-2014 - Cyclo-cross de Sablé-sur-Sarthe - 2016-2017 - 2e du championnat de France de cyclo-cross - 2017-2018 - 3e du championnat de France de cyclo-cross - 2022-2023 - Champion des Pays de la Loire de cyclo-cross |  |

## Palmarès en VTT

### Coupe du monde
- Coupe du monde de cross-country
  - 2018 : 83e du classement général

### Championnats de France
- 2018
  - 3e du championnat de France de cross-country marathon